# 양익
양익(兩翼 1934년 9월 25일(음력 8월 17일) ~ 2006년 5월 6일)는 대한민국의 승려이다. 본관은 김해, 법호는 청호당(靑昊堂), 법명은 양익, 속명은 허남익(許南翊)이다.

## 생애
강원도 홍천군 내촌면 답풍리에서 김해 허씨 수봉(樹鳳)옹과 밀양 박씨 용(龍)여사 사이 3남2녀 중 둘째로 태어났다. 서울대학교 법학과를 졸업후 동국대학교 교직원으로 재직시 출가한다.
출가 후에 일본 밀교 경전을 공부하고 주위에 권하게 된다.
우리 나라에서 명맥이 끊인 무술을 영안으로 보고 《불교금강영관》 수행법을 창시한다. 스님의 이 주장을 인정하지 않고 양익스님이 개인적으로 무술을 만들어 냈다고 생각하는 부류도 있다. 동아일보 신문에 장풍으로 촛불을 끌 수 있는 스님이라며 소개되기도 한다.
범어사에서 가장 큰 암자인 원효암 주지를 역임하고, 청련암 주지 재임시 강원도 홍천에 불교사찰 시방원을 세운다. 2003년 후반부터 당뇨병 투병을 시작하고 주변에서 예상치 못한 비교적 이른 연세에 갑자기 2006년 석탄일이 지나고 좌탈하여 입적한다.

## 같이 보기
- 선무도
- 범어사